# Свято-Никольская церковь (Кобрин)

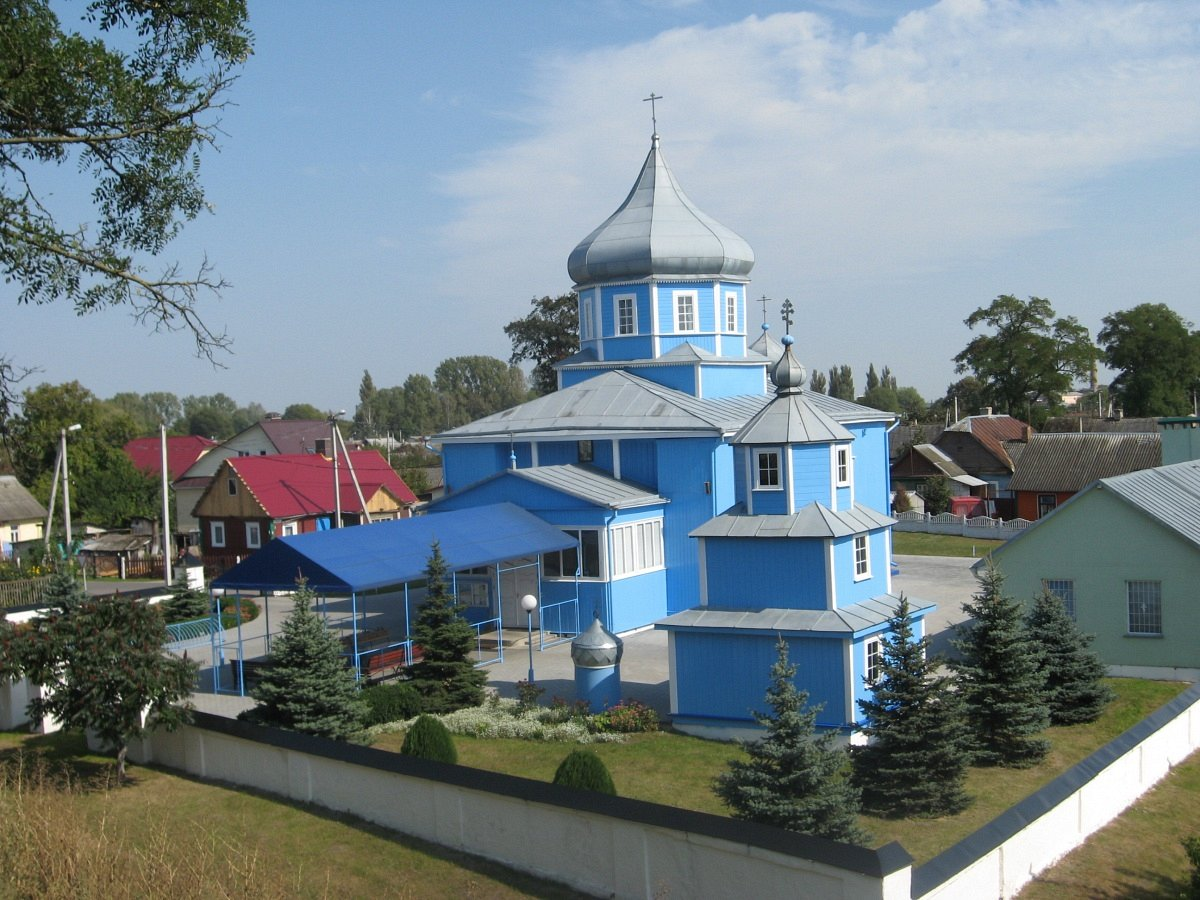
Свято-Никольская церковь, фото 2014 года

Свято-Никольская церковь — церковь в честь святителя Николая Чудотворца в городе Кобрине, построенная в 1750 году.

## История
Необходимость новой церкви возникла, потому что во время весеннего паводка река Мухавец разливалась, и верующие не могли переправиться на другой берег, где была православная церковь. Поэтому, православная община получила разрешение перевезти и собрать деревянный православный храм из села Новоселки, где был упразднен монастырь 1750 года постройки.
Именно это деревянное здание сейчас и стоит в Кобрине. Его перенесли и освятили 19 декабря 1939 года. Церковь пережила две мировые войны, революцию, немецко-фашистскую оккупацию и побывала на территории царской России, Польши и СССР. Никольская церковь была закрыта лишь в 1961 году, когда закрыли почти все церкви в БССР. Сначала здание пустовало, потом оно использовалось музеем имени Суворова как складское помещение.
В 1989 году православная община Кобрина решила восстановить Никольский храм. Осмотрев церковь, верующие убедились в том, что он вполне сохранный. Храм наскоро отремонтировали и освятили уже 13 августа 1989 года. Позже к церкви был пристроен притвор и рядом с церковью возведена трехъярусная колокольня. Сейчас церковь Николая Чудотворца действующая.
Внесена в список историко-культурных ценностей РБ (1750 г.)